# Pomnik Waszyngtona
Pomnik Waszyngtona (ang. Washington Monument) – biały obelisk znajdujący się w parku National Mall w Waszyngtonie, upamiętniający prezydenturę George’a Washingtona.
Jest zbudowany z marmuru, piaskowca i granitu. Należy do najwyższych tego typu obiektów, jego wysokość wynosi 169,3 metra. Szacuje się, że waży około 80 tysięcy ton.
Pomnik został zaprojektowany przez Roberta Millsa. Prace budowlane rozpoczęły się w 1848 roku. Widoczna wyraźnie na elewacji pomnika różnica w kolorze wynikła z 27-letniej przerwy w jego budowie spowodowanej kłopotami finansowymi i wybuchem wojny secesyjnej. Budowę ukończono dopiero 6 grudnia 1884 roku, 30 lat po śmierci architekta. Oficjalne odsłonięcie, a właściwie i jego otwarcie odbyło się 9 października 1888 roku.
Wewnątrz pomnika znajduje się winda, którą można wjechać na jego szczyt, skąd w zależności od przezroczystości powietrza rozciąga się widok nawet na ponad 60 km. Do roku 2011 pomnik był otwarty dla zwiedzających codziennie od 9 rano do 5 po południu.
W momencie ukończenia stanowił najwyższą budowlę na świecie; tytuł przejął od katedry w Kolonii, utracił go na rzecz wieży Eiffla w 1889 roku.
Wskutek silnego trzęsienia ziemi, do którego doszło we wschodniej części USA (w tym w Waszyngtonie) 23 sierpnia 2011 pomnik uległ uszkodzeniu, po którym zdecydowano zamknąć go dla zwiedzających.
Monument został ponownie udostępniony zwiedzającym 12 maja 2014 roku.